# Jorge Martín
Jorge Martín Almoguera (Madrid, 29 de janeiro de 1998) é um piloto espanhol de motociclismo e campeão mundial de MotoGP em 2024 e Moto3 em 2018. Em 2024, ganhou o campeonato mundial de MotoGP, tornando-se o primeiro piloto de uma equipa independente a ganhar o campeonato mundial desde Valentino Rossi, em 2001. Em 2025, compete na MotoGP pela Aprilia.

## Carreira

### Moto 3
Em 2015 estreou-se no Campeonato Mundial de Motovelocidade de Moto3 na equipa MAPFRE Team Mahindra, rodando ao lado de Francesco Bagnaia e Juanfran Guevara. Seu melhor resultado foi um 7º lugar em Aragão. Ele conseguiu marcar 45 pontos na sua temporada de estreia.
Em 2016 permaneceu na mesma equipa, tendo conquistado o seu primeiro pódio no Grande Prêmio da República Checa, disputada à chuva, onde terminou em segundo. Ele terminou a temporada na 16ª posição, marcando 72 pontos.
Em 2017 mudou-se para a equipa Gresini. Seu companheiro de equipa foi Fabio Di Giannantonio. Ele conquistou sua primeira vitória em Valência, dois segundos lugares (Grande Prêmio das Américas e Malásia), seis terceiros lugares (Catar, Argentina, Catalunha, Áustria, Grã-Bretanha e Austrália) e nove pole position (Catar, França, Itália, Catalunha , Holanda, Aragão, Austrália e Comunidade Valenciana) e terminou a temporada na 4ª posição com 196 pontos. Ele foi forçado a falhar o Grande Prêmio da República Checa no circuito de Brno devido a uma lesão sofrida na rodada anterior.
Em 2018 ele se tornou no campeão mundial na classe Moto3. Durante a temporada ele obteve sete vitórias (Catar, Américas, Itália, Holanda, Alemanha, Aragão e Malásia), um segundo lugar no Grande Prêmio de San Marino, um terceiro lugar na Áustria e onze pole position (Américas, Espanha, França, Itália , Holanda, Alemanha, Grã-Bretanha (a corrida foi posteriormente cancelada porque o asfalto não drenava a chuva), San Marino, Aragão, Austrália e Malásia). Ele obteve 260 pontos no campeonato. Nesse ano ele foi forçado a perder o Grande Prêmio da República Checa devido à fratura do rádio esquerdo ocorrida nos treinos livres.

### Moto 2
Em 2019 mudou-se para a Moto2, correndo pela equipa Ajo Motorsport. Ele conquistou um segundo lugar na Austrália e um terceiro no Japão e terminou a temporada em 11º lugar com 94 pontos.
Em 2020 ele permaneceu com a equipe Ajo, mas passou a pilotar uma Kalex. Ele conseguiu a pole position e o terceiro lugar na Espanha. Ele venceu sua primeira corrida de Moto2 no Grande Prêmio da Áustria e terminou em segundo lugar no Grande Prêmio da Estíria. Ele terminou em terceiro em Aragão. A 10 de setembro de 2020, ele anunciou que estava positivo para covid-19, o que o forçou a falhar o Grande Prêmio de San Marino e também o seguinte na Emilia Romagna. Ele ficou em segundo lugar no Grande Prêmio da Europa e venceu em Valência. Ele encerrou a temporada na 5ª posição com 160 pontos.

### Moto GP
Em 2021 juntou-se à categoria rainha com a Pramac Racing na Ducati ao lado de Johann Zarco, que saiu de Esponsorama. Jorge Martín terminou a sua primeira corrida de MotoGP em 15º. A partir daí melhorou as suas prestações conseguindo a pole position na segunda prova da temporada no Grande Prêmio de Doha, terminando a corrida em 3º lugar. Durante os treinos do Grande Prêmio de Portugal de 2021 ele teve um grave acidente do qual resultaram vários ferimentos que o forçaram a perder pelo 2 corridas (tendo sido substituído nas duas provas por Tito Rabat). Jorge Martín deveria retornar no Grande Prêmio da Itália, mas devido a conselhos médicos, ele perdeu uma terceira corrida. Jorge Martín regressou no Grande Prêmio da Catalunha e terminou em 14º, seguido por um 12º lugar no Grande Prêmio da Alemanha. No GP da Holanda, Martin retirou-se após 14 voltas devido a problemas físicos. No GP da Estíria, Martín conquistou a sua segunda pole position e viria a alcançar a sua primeira vitória no MotoGP, numa prova que foi interrompida e reiniciada à terceira volta, sendo também a primeira vitória da Pramac Racing em MotoGP. Em 2024, venceu o campeonato mundial de MotoGP no GP Solidário de Barcelona, como o GP de Valência foi cancelado devido a enchentes na região, onde o atual campeão, Francesco Bagnaia, também estava brigando pelo tricampeonato consecutivo na MotoGP. Além disso, foi o primeiro campeão do mundo independente na MotoGP em 2024.

## Resultados na carreira

### Red Bull MotoGP Rookies Cup
| Ano  | 1        | 2       | 3       | 4      | 5      | 6       | 7       | 8        | 9        | 10       | 11      | 12       | 13     | 14     | 15      | Pos | Pts |
| ---- | -------- | ------- | ------- | ------ | ------ | ------- | ------- | -------- | -------- | -------- | ------- | -------- | ------ | ------ | ------- | --- | --- |
| 2012 | SPA1 Ret | SPA2 12 | POR1 12 | POR2 6 | GBR1 6 | GBR2 11 | NED1 10 | NED2 6   | GER1 19  | GER2 8   | CZE1 6  | CZE2 Ret | RSM    | ARA1 7 | ARA2 10 | 12º | 82  |
| 2013 | AME1 7   | AME2 6  | JER1 1  | JER2 4 | ASS1 2 | ASS2 3  | SAC1 1  | SAC2 Ret | BRN 3    | SIL1 Ret | SIL2 12 | MIS 9    | ARA1 7 | ARA2 7 |         | 2º  | 163 |
| 2014 | JER1 2   | JER2 3  | MUG 1   | ASS1 2 | ASS2 2 | SAC1 12 | SAC2 1  | BRN1 1   | BRN2 Ret | SIL1 1   | SIL2 1  | MIS 5    | ARA1 4 | ARA2 1 |         | 1º  | 254 |

### FIM CEV Moto3 Junior World Championship
| Ano  | Moto     | 1    | 2    | 3   | 4   | 5        | 6       | 7       | 8   | 9   | 10   | 11   | Pos | Pts |
| ---- | -------- | ---- | ---- | --- | --- | -------- | ------- | ------- | --- | --- | ---- | ---- | --- | --- |
| 2014 | Mahindra | JER1 | JER2 | LMS | ARA | CAT1 Ret | CAT2 15 | ALB Ret | NAV | ALG | VAL1 | VAL1 | 34º | 1   |

### Mundial Motociclismo

#### Sumário
| Ano   | Classe | Moto     | Equipa                          | Corr | Vits | Pódios | Pole | FLap | Pts | Pos  |
| ----- | ------ | -------- | ------------------------------- | ---- | ---- | ------ | ---- | ---- | --- | ---- |
| 2015  | Moto3  | Mahindra | MAPFRE Team MAHINDRA Moto3      | 18   | 0    | 0      | 0    | 0    | 45  | 17º  |
| 2016  | Moto3  | Mahindra | Pull & Bear Aspar Mahindra Team | 16   | 0    | 1      | 0    | 0    | 72  | 16º  |
| 2017  | Moto3  | Honda    | Del Conca Gresini Moto3         | 16   | 1    | 9      | 9    | 2    | 196 | 4º   |
| 2018  | Moto3  | Honda    | Del Conca Gresini Moto3         | 17   | 7    | 10     | 11   | 3    | 260 | 1º   |
| 2019  | Moto2  | KTM      | Red Bull KTM Ajo                | 19   | 0    | 2      | 0    | 1    | 94  | 11º  |
| 2020  | Moto2  | Kalex    | Red Bull KTM Ajo                | 13   | 2    | 6      | 1    | 2    | 160 | 5º   |
| 2021  | MotoGP | Ducati   | Pramac Racing                   | 8    | 1    | 3      | 3    | 0    | 64* | 10º* |
| Total |        |          |                                 | 107  | 11   | 31     | 24   | 8    | 891 |      |

#### Por Classe
| Classe | Anos          | 1º GP         | 1º Pod          | 1º Vit        | Corr | Vis | Pódios | Pole | FLap | Pts | WChmp |
| ------ | ------------- | ------------- | --------------- | ------------- | ---- | --- | ------ | ---- | ---- | --- | ----- |
| Moto3  | 2015–2018     | Qatar 2015    | Rep. Checa 2016 | Valência 2017 | 67   | 8   | 20     | 20   | 5    | 573 | 1     |
| Moto2  | 2019–2020     | Qatar 2019    | Japão 2019      | Áustria 2020  | 32   | 2   | 8      | 1    | 3    | 254 | 0     |
| MotoGP | 2021–presente | Qatar2021     | Doha 2021       | Estíria 2021  | 8    | 1   | 3      | 3    | 0    | 64  | 0     |
| Total  | 2015–presente | 2015–presente | 2015–presente   | 2015–presente | 107  | 11  | 31     | 24   | 8    | 891 | 1     |

#### Corridas por ano
* Época em curso.